# Guéra

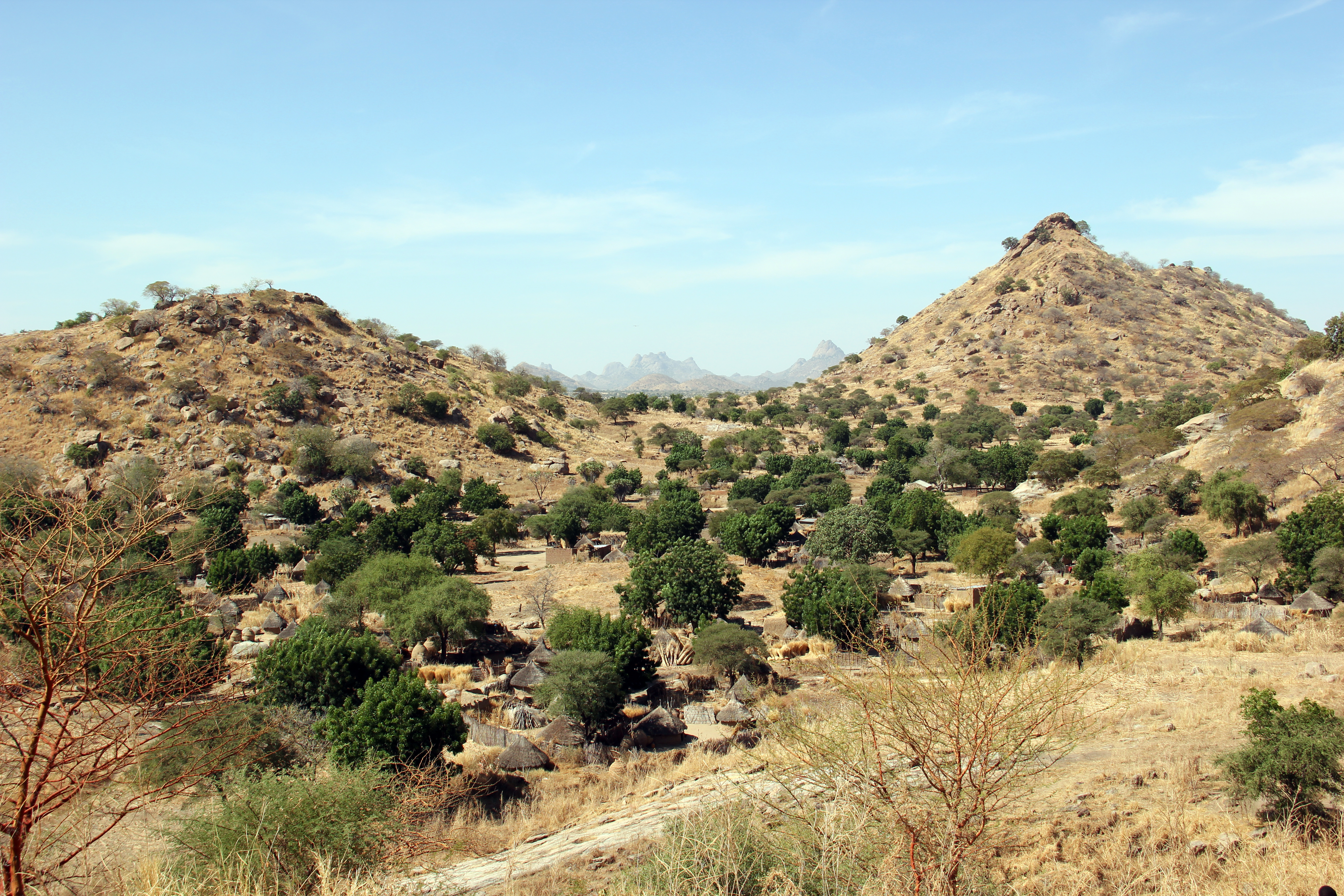
Landschaft der Provinz Guéra

Guéra ist eine Provinz des afrikanischen Staates Tschad. Sie liegt im südlichen Zentrum des Landes und hat eine Fläche von 58.950 km². Hauptstadt von Guéra ist Mongo. Im Südosten der Provinz liegt ein Teil des Nationalparks Zakouma.

## Geographie

### Untergliederung
Guéra ist in vier Départements eingeteilt:
- Abtouyour mit der Hauptstadt Bitkine
- Barh Signaka mit der Hauptstadt Melfi
- Guéra mit der Hauptstadt Mongo
- Mangalmé mit der Hauptstadt Mangalmé

## Bevölkerung
Die Bewohner der Provinz sind hauptsächlich Hadjerai sowie tschadische Araber. Während 1993 etwa 306.000 Menschen in Guéra lebten, waren es im Jahre 2009 bereits 538.359. Wie im ganzen Tschad ist also das Bevölkerungswachstum sehr hoch.

## Wirtschaft
Die Bevölkerung lebt von Landwirtschaft, Viehzucht und Handel. Angebaut werden etwa Hirse, Erdnüsse, Sesam, Okra, Bohnen und Ampfer.